# ドーバー・トランスポーテーション・センター
ドーバー・トランスポーテーション・センター（英語：Dover Transportation Center ）は、アメリカ合衆国ニューハンプシャー州ドーバー チェスナット・ストリート33にある駅。 全米各地を結ぶ旅客鉄道のアムトラックが乗り入れている。

## 概要
ドーバー・トランスポーテーション・センターはコチェコ川の北側、セントラル・アヴェニューの西に数ブロックの箇所に位置している。建物は、ボストンとポートランド間のダウンイースター号の運転開始時の2001年に建設された。乗客は秋には、紅葉により豊かなオレンジ、黄色、金色、および赤のつかの間のモザイクを生成するように見事な景色を見せる。旅客鉄道支援団体の「トレインライダーズ・ノースイースト」のボランティアが列車、駅、沿線の街についての有益なアドバイスをして、ダウンイースター号の乗客を支援するおもてなしプログラムを行っている。チェスナット・ストリートとサード・ストリートに面した区画は鉄道愛好家ジョセフ・ソーテルによって新しいトランスポーテーション・センター用に寄贈された。

## 利用可能な鉄道路線／列車
アムトラックの停車する列車は下記の通り。
ブランズウィック / ポートランドとボストン間の昼行短距離列車ダウンイースター号 …1日5往復

## バス
当駅から乗車できるバスは以下の通り。
路線バス： シーコースト・トランスポーテーション協同組合 (Cooperative Alliance for Seacoast Transportation) 
路線バス： ワイルド・キャット (The University of New Hampshire) 